# Mark Price
William Mark Price (* 15. Februar 1964 in Bartlesville, Oklahoma) ist ein ehemaliger amerikanischer Basketballspieler. Er spielte auf der Position des Point Guards. Er spielte zwölf Jahre in der NBA, von 1986 bis 1998. Dabei verbrachte er die meiste Zeit seiner Karriere bei den Cleveland Cavaliers. Danach spielte er jeweils eine Saison bei den Washington Bullets, den Golden State Warriors und den Orlando Magic.

## Spielerkarriere
Nachdem Price die Georgia Tech University besucht hatte, wurde er beim 1986 an 25. Stelle von den Dallas Mavericks gedraftet. Diese tradeten Price aber noch in derselben Nacht zu den Cleveland Cavaliers, was den Cavaliers dazu verhelfen sollte, ein Spitzenteam in der Eastern Conference zu werden.
Während seiner Karriere war Price als einer der besten Schützen der NBA bekannt. Er beendete seine Karriere mit einer Freiwurf-Quote von 90,7 %, womit er die NBA bis heute in dieser Statistik anführt. Zudem hatte Price über die Dauer seiner gesamten Karriere eine Dreier-Quote von 40 %. In der Saison 1988–1989 war er zusammen mit Larry Bird und Reggie Miller der dritte Spieler, der eine Dreier-Quote von 40 %, eine Feld-Wurf-Quote von 50 % und eine Freiwurf-Quote von 90 % hatte. Price war zudem ein guter Passgeber und führt die Cavaliers bis heute in Assists an (4206). Zweimal hat Price in seiner Karriere den Long Distance Shootout gewonnen und wurde vier Mal fürs All-Star Team nominiert, wobei er im All-Star Game 1993 mit sechs verwandelten Dreiern in einer Halbzeit einen Rekord aufstellte.  Nach der Saison 1992–1993 wurde er zudem ins All-NBA First Team berufen. Außerdem führte Price bis zum 9. Dezember 2008, als LeBron James ihn überholte, die Cavaliers in Steals an.
Mark Price spielte während seiner Karriere auch für die Nationalmannschaft der USA. Mit der Nationalmannschaft gewann er bei der Weltmeisterschaft 1994 die Goldmedaille.
Später in seiner Karriere wurde er von Verletzungen geplagt, was ein wichtiger Grund war, weshalb er in der Saison 1995–1996 zu den  Washington Bullets getradet wurde. Er spielte eine Saison in Washington, bevor er zu den Golden State Warriors und wenig später zu den Orlando Magic getradet wurde. Bei den Magic beendete Price seine Karriere. Kurz darauf wurde seine Rückennummer, die 25, von den Cavaliers zurückgezogen.

## Trainerkarriere
Im März 2006 wurde Price zum ersten Trainer der South Dragons ernannt, ein Team in der National Basketball League in Australien. Bei den Dragons hatte Price wenig Erfolg und konnte in der ganzen Saison nicht ein Spiel gewinnen.
Derzeit ist er Wurf-Trainer der Charlotte Bobcats, nachdem er diesen in der Saison davor bei den Memphis Grizzlies und den Atlanta Hawks ausgeführt hatte. Price trainiert auch andere NBA-Spieler in Zusammenarbeit mit der Suwanee Sports Academy.